# Resolució 8 del Consell de Seguretat de les Nacions Unides
La Resolució 8 del Consell de Seguretat de les Nacions Unides, aprovada el 29 d'agost de 1946 per deu vots a favor amb l'abstenció d'Austràlia.
Després de la Resolució 6, el Consell de Seguretat va revisar les sol·licituds d'adhesió de la República Popular d'Albània, el República Popular de Mongòlia, Regne de l'Afganistan, el Regne Haixemita de Transjordània, la República d'Irlanda, Portugal, Islàndia, Siam i Suècia. El Consell va recomanar la  Assemblea General l'admissió de l'Afganistan, Islàndia i Suècia. Es va donar una recomanació per a l'admissió de Siam en la Resolució 13 el següent mes de desembre.